# WTA German Open 1984
ПТА German Open 1984 — жіночий тенісний турнір, що проходив на відкритих кортах з ґрунтовим покриттям у Берліні (Західна Німеччина). Належав до Світової чемпіонської серії Вірджинії Слімс 1984. Відбувсь уп'ятнадцяте і тривав з 14 до 20 травня 1984 року. Шоста сіяна Клаудія Коде-Кільш здобула титул в одиночному розряді й заробила 27,5 тис. доларів.

## Фінальна частина

### Одиночний розряд
Клаудія Коде-Кільш —  Кетлін Горват 7–6, 6–1
- Для Коде-Кільш це був 3-й титул за сезон і 9-й — за кар'єру.

### Парний розряд
Енн Гоббс /  Кенді Рейнолдс —  Кетлін Горват /  Вірджинія Рузічі 6–3, 4–6, 7–6
- Для Гоббс це був 2-й титул за сезон і 8-й — за кар'єру. Для Рейнолдс це був 2-й титул за сезон і 19-й — за кар'єру.